# ليدي ماي
ليدي ماي (بالإنجليزية: Lady May)‏ هي مغنية ناميبية، ولدت في 20 ديسمبر 1986 في مقاطعة كوانزا سول في أنغولا.